# Das Superding der 7 goldenen Männer
Das Superding der 7 goldenen Männer (Originaltitel: Il grande colpo dei 7 uomini d'oro) ist ein italienischer Spielfilm aus dem Jahr 1966 von Marco Vicario, von dem auch das Drehbuch stammt und der den Film produziert hat. Dabei handelt es sich um die Fortsetzung des Films 7 goldene Männer aus dem Jahr 1965. In den Hauptrollen sind Philippe Leroy, Rossana Podestà, Gastone Moschin und Maurice Poli zu sehen. Zum ersten Mal ins Kino kam das Werk am 10. Februar 1966 in den Niederlanden. In Italien hatte es seine Premiere am 25. Oktober 1966 in Rom. In der Bundesrepublik Deutschland wurde der Film zum ersten Mal am 9. Mai 1967 vorgeführt.

## Inhalt
Sowohl der „Professor“ genannte Boss Albert als auch die schöne Giorgia und die sieben goldenen Männer haben gerade auf eine elegante Art und Weise aus einer absolut sicheren Bank deren großen Tresor herausmontiert. Aber Pech! Am Ausgang eines Tunnels werden sie von FBI und CIA bereits erwartet. Ein Gentlemen-Agreement wird abgeschlossen: Die Gruppe stellt ihre Erfahrungen in den Dienst eines „Topsecret“-Staatsauftrages. Der Professor gibt die Bedingungen bekannt, und der große Coup kann starten. Dieser besteht darin, dass der bärtige Diktator eines Inselstaates entführt werden soll. Giorgia schafft dies mit ihrer erotischen Ausstrahlung, und der Professor entführt so ganz nebenbei ein sowjetisches Goldschiff, sehr gegen den Willen der United States Navy. Leider geraten sich bald die „Goldenen“ in die Haare, und erst der Professor kann die Gemüter beruhigen. Aber der Sieben-Millionen-Goldschatz wird von der UN beschlagnahmt, und der Professor muss sich seine „Beute“ auf die übliche Weise holen. Diesmal ist der bärtige Diktator, den die Amerikaner laufen ließen, weil er sich unter dem Einfluss einer Wahrheitsdroge zu den Vereinigten Staaten bekannte, mit von der Partie.

## Kritiken
Der Evangelische Film-Beobachter fasst seine Kritik so zusammen: „Gekonnte Unterhaltung ohne die sonst üblichen Brutalitäten. Ein empfehlenswerter Schmunzelspaß.“ Auch das Lexikon des internationalen Films zeigt sich angetan:  „Fortsetzung des Films ‚7 goldene Männer‘; wie auch schon der Vorgänger ein quirliger, grotesk übersteigerter Krimispaß.“